# Église presbytérienne indépendante du Brésil
L'Igreja Presbiteriana Independiente do Brasil (IPIB : Église presbytérienne indépendante du Brésil) est une église presbytérienne du Brésil fondée en 1903. Elle est affiliée à l'Alliance réformée mondiale, à l'Alliance des églises presbytériennes et réformées d'Amérique latine et au Conseil œcuménique des Églises. Elle compte actuellement environ 100 000 membres et 500 paroisses.

## Historique
L'IPIB fut fondée le 31 juillet 1903 à partir d'un schisme au sein de l'Église presbytérienne du Brésil issue de missions venant des États-Unis. Elle s'affirme alors comme une Église brésilienne. En 1905, elle fonde un séminaire, et dès les années 1930 permet aux femmes d'exercer des ministères dans l'Église.